# Invia Group
Die Invia Group ist ein tschechischer Anbieter von Online-Reiseplattformen im europäischen Raum. Das Unternehmen mit Sitz in Prag hat 1300 Mitarbeiter an 17 Standorten in Deutschland, Polen, Tschechien, der Slowakei und Ungarn und operiert in sieben Ländern.

## Geschichte
Die Invia Group formierte sich Anfang 2017 aus dem Unternehmen Invia, größter Online-Reisevermittler in Tschechien, Polen, der Slowakei und Ungarn sowie den Travel-Assets von Unister. Bereits Anfang 2016 hatte die tschechische Beteiligungsgesellschaft Rockaway Capital Invia erworben. Das Unternehmen ist eine etablierte Marke und Marktführer auf dem osteuropäischen Reisemarkt. Im ersten Quartal 2017 erfolgte der Kauf der Reisesparte der insolventen Leipziger Internetfirma Unister.
Im März 2019 wurde vermeldet, dass die Invia Group ihr Flugportal „fluege.de“ verkaufen wolle.

## Zahlen
2018 waren mehr als 225 Millionen Besucher auf den Buchungsseiten in Deutschland, Österreich, der Schweiz, Tschechien, der Slowakei sowie in Ungarn und Polen. Im Ergebnis sind das 3 Millionen Kunden und 2,2 Millionen verkaufte Airline-Tickets.

## Struktur
Zur Invia Group gehören
- Invia Travel Germany GmbH
- Tourini GmbH
- Invia Flights Germany GmbH
- Invia.cz/sk/hu
- Travelplanet.pl

## Marken
- ab-in-den-urlaub.de/at/ch
- hotelreservierung.de
- tourini.de
- fluege.de
- invia.cz/sk/hu
- travelplanet.pl
- reisen.de
- travelchannel.de
- airline-direct.de
- reisegeier.de/at/ch